# KFUMs Soldatermission
KFUMs Soldatermission er en dansk folkekirkelig organisation, der har til formål "at arbejde blandt Forsvarets personel og hvor muligt også blandt pårørende - ved forkyndelse af det kristne budskab og praktisk tjeneste". Organisationen driver 14 soldaterhjem (uformelt omtalt som Kuffen) for Hærens og Flyvevåbnets personel samt et orlogshjem for Søværnets personel i Frederikshavn. Soldaterhjemmene har årligt omkring 500.000 besøgende. Organisationens protektor er Dronning Mary .
I 1889 åbnede det første KFUMs Soldaterhjem i Fiolstræde i København, hvilket er starten på KFUMs Soldatermissions historie. I 1906 stiftedes Soldaternes Venner som støtteforening til KFUMs Soldaterhjem, der i 2003 blev organisatorisk sammenlagt med KFUMs Soldatermission.

## Internationale missioner
Med Danmarks internationale militære engagement efter 1992 begyndte en ny epoke i KFUMs Soldatermissions historie. I 1998 åbnede KFUMs Soldaterhjem i Doboj for udsendte danske soldater i Bosnien. Siden har KFUMs Soldaterhjem været etableret i Kosovo, Irak, Libanon og Afghanistan i forbindelse med de udsendte danske kontigenters udsendelser.

## Soldaterrekreation
I 2012 åbnede det første KFUMs Soldaterrekreation i Holstebro, siden hen er yderligere soldaterrekreationer blevet åbnet. Soldaterrekreation er midlertidige boliger for tidligere udsendte soldater og fungerer som en integreret del af KFUMs Soldaterhjem. Målgruppen er bl.a. veteraner, der oplever efterreaktioner som følge af deres udsendelse.

## Soldaterhjem
| Type         | Kaserne                                   | Placering     | Soldaterrekreation |
| ------------ | ----------------------------------------- | ------------- | ------------------ |
| Soldaterhjem | Aalborg Kaserner                          | Aalborg       | 8 enkeltværelser   |
| Soldaterhjem | Almegårds Kaserne                         | Rønne         | Nej                |
| Soldaterhjem | Borrislejren                              | Skjern        | Nej                |
| Soldaterhjem | Ryes Kaserne                              | Fredericia    | 4 enkeltværelser   |
| Orlogshjem   | Center for Sergent- og Maritim Uddannelse | Frederikshavn | Nej                |
| Soldaterhjem | Haderslev Kaserne                         | Haderslev     | Nej                |
| Soldaterhjem | Dragonkasernen                            | Holstebro     | 4 enkeltværelser   |
| Soldaterhjem | Garderkasernen                            | Birkerød      | 9 enkeltværelser   |
| Soldaterhjem | Flyvestation Karup                        | Karup         | Nej                |
| Soldaterhjem | Oksbøllejren                              | Oksbøl        | Nej                |
| Soldaterhjem | Skive Kaserne                             | Skive         | Nej                |
| Soldaterhjem | Husarkasernen                             | Slagelse      | Nej                |
| Soldaterhjem | Varde Kaserne                             | Varde         | 7 enkeltværelser   |
| Soldaterhjem | Vordingborg Kaserne                       | Vordingborg   | Nej                |
| Soldaterhjem | Flyvestation Skrydstrup                   | Skrydstrup    | Nej                |
| Landskontor  | -                                         | Fredericia    | Nej                |

- Missionens genbrugsbutik i Bække

## Ekstern henvisning
- KFUMs Soldatermission